# Zeta Lupi
Zeta Lupi (ζ Lup) es una estrella binaria en la constelación del Lobo.
Se encuentra a 117 años luz del sistema solar.

## Zeta Lupi A
La estrella primaria, Zeta Lupi A, tiene magnitud aparente +3,41.
Es una gigante amarilla de tipo espectral G7III.
Su temperatura efectiva es de 5025 K y es 59 veces más luminosa que el Sol.
Tiene un radio 10,1 veces más grande que el radio solar y una masa 2,5 veces mayor que la  del Sol.
Actualmente, en su núcleo interno fusiona el helio en carbono y oxígeno.

## Zeta Lupi B
Zeta Lupi B, la estrella secundaria, tiene magnitud +6,74 y probablemente es una estrella de la secuencia principal de tipo F8V.
Su luminosidad es aproximadamente el doble de la luminosidad solar y su radio es un 30% más grande que el del Sol.
Tiene una masa de 1,2 masas solares.
La separación visual entre Zeta Lupi A y B es de 71 segundos de arco.
Pese a que no se ha observado movimiento orbital alguno, ambas estrellas están indudablemente relacionadas, ya que tienen el mismo movimiento a través del espacio.
La distancia real entre ellas es de, al menos, 2600 UA, siendo su período orbital no inferior a 68.000 años.